# Lulach
Lulach (zm. 1058) – król szkocki. Rządził w latach 1057–1058. Był pasierbem poprzedniego króla, Szkocji Makbeta. Zginął w bitwie z Malcolmem III.